# Sterigmostemum longistylum
Sterigmostemum longistylum är en korsblommig växtart som först beskrevs av Pierre Edmond Boissier, och fick sitt nu gällande namn av Carl Ernst Otto Kuntze. Sterigmostemum longistylum ingår i släktet Sterigmostemum och familjen korsblommiga växter. Inga underarter finns listade i Catalogue of Life.